# Rhopalus subrufus
Espèce
Rhopalus subrufus est une espèce d'insectes hémiptères du sous-ordre des hétéroptères (punaises), de la famille des Rhopalidae, de la sous-famille des Rhopalinae et de la tribu des Rhopalini.

## Description et écologie
Les imagos, visibles toute l'année, mesurent environ 7 mm de long, leur tête est large (presque autant que le pronotum). L'espèce vit dans les prairies, souvent sur les millepertuis (Hypericum).

## Distribution
Il est distribué dans la plupart des pays d'Europe.